# Paul Martin (Politiker, 1938)

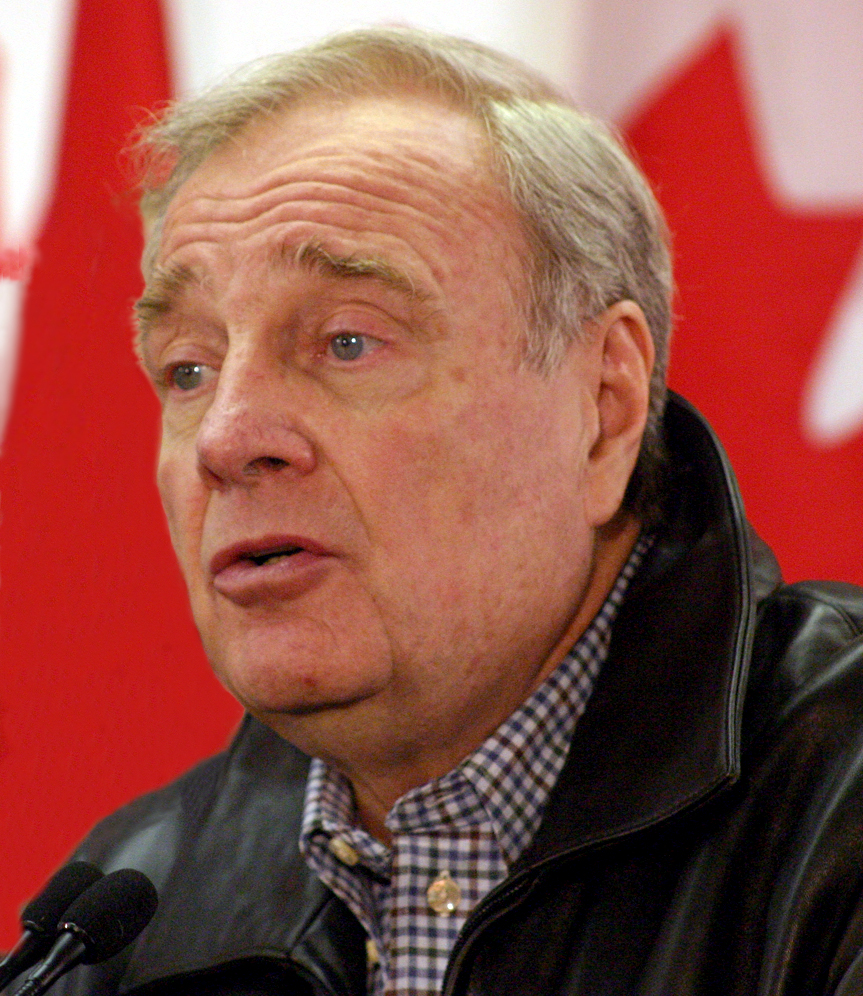
Paul Martin (2006)

Paul Edgar Philippe Martin PC (* 28. August 1938 in Windsor, Ontario), auch bekannt als Paul Martin, Jr., ist ein kanadischer Politiker. Er war der 21. Premierminister des Landes und regierte vom 12. Dezember 2003 bis zum 6. Februar 2006. Während dieser Zeit war er auch Vorsitzender der Liberalen Partei Kanadas. Ab Juni 2004 stand er einer Minderheitsregierung vor, die nach knapp eineinhalb Jahren an einem Misstrauensvotum scheiterte. Im Unterhaus ist Martin seit 1988 vertreten, von 1993 bis 2002 war er Finanzminister in Jean Chrétiens Regierung.

## Studium
Paul Martin ist der Sohn von Paul Joseph James Martin, einem einflussreichen Mitglied der Liberalen Partei Kanadas, der 37 Jahre lang im Unterhaus vertreten war und vier verschiedenen Regierungen angehört hatte. Obwohl Martin eigentlich Franko-Ontarier ist, wuchs er in Ottawa und Windsor in einer englischsprachigen Umgebung auf. Um seine französischen Sprachkenntnisse zu verbessern, besuchte er eine Privatschule in Ottawa und studierte kurze Zeit an der Universität Ottawa.
1961 machte er am University of St. Michael's College der University of Toronto den Abschluss als Bachelor of Arts in Geschichte und Philosophie. Dem Beispiel seines Vaters folgend, studierte er anschließend bis 1965 Rechtswissenschaft an der Toronto Law School und schloss als Bachelor of Laws ab. Im selben Jahr heiratete er Sheila Ann Cowan; gemeinsam haben sie drei Söhne namens Paul, James und David. 1966 erhielt Martin die Zulassung als Rechtsanwalt.

## Unternehmer
Nach Beendigung des Studiums machte Martin Karriere in der Privatwirtschaft. Mit seiner Familie zog er nach Montreal, wo er als Assistent des Geschäftsführers der Power Corporation of Canada arbeitete. Als die Power Corporation 1969 die Mehrheit der Canada Steamship Lines (CSL) übernahm, wurde Martin in dessen Aufsichtsrat berufen. Zwei Jahre später stieg er zum Präsidenten und Chief Executive Officer der CSL Group auf. Er war auch Vizepräsident der Muttergesellschaft Power Corporation und von Consolidated Bathurst, einer weiteren Tochtergesellschaft. Darüber hinaus war er in den Aufsichtsräten weiterer Unternehmen wie C.B. Pak, Redpath Industries, Fednav, Manufacturers Life Insurance, Canadian Shipbuilding & Engineering und Imasco.
Im Juli 1981 gab die Power Corporation ihre Absicht bekannt, die CSL-Gruppe zu verkaufen. Durch einen riskanten Management-Buy-out übernahm Martin die Gesellschaft, zusammen mit seinem Freund Lawrence Pathy. Sie gingen davon aus, dass sie die Übernahme leisten könnten, solange die Zinssätze, die sich damals auf einem für Kanada historischen Höchststand befanden, nicht weiter anstiegen. Das Risiko zahlte sich dank sinkender Zinsen aus. Die Firmenübernahme erwies sich als Erfolg und Martin wurde zu einem Multimillionär.

## Finanzminister
Erst als er 50 Jahre alt war, stieg Martin in die Politik ein. 1988 wurde er als Abgeordneter des Wahlkreises LaSalle-Émard in Montréal ins Unterhaus gewählt. 1990 kandidierte er um den Vorsitz der Liberalen Partei. Während Jean Chrétien den Meech Lake Accord ablehnte, befürwortete Martin diesen. Nach einem erbittert geführten Wahlkampf unterlag er schließlich im ersten Wahlgang mit 25 % der Stimmen, während Chrétien 57 % erhielt. Diese Auseinandersetzung führte zu einem tiefen Zerwürfnis zwischen den beiden Kontrahenten und deren Anhängern.
Dennoch gelang den Liberalen bei den Unterhauswahlen im Oktober 1993 ein überwältigender Wahlsieg, nicht zuletzt aufgrund des sehr schlechten Abschneidens der bisher regierenden Progressiv-konservativen Partei von Kim Campbell. Am 4. November 1993 wurde Martin von Premierminister Chrétien zum Finanzminister ernannt. Zu diesem Zeitpunkt hatte Kanada eines der höchsten Budgetdefizite der G7-Länder.
Martin gelang es, Schulden in Höhe von 36 Milliarden Dollar abzubauen und fünf Mal in Folge einen Überschuss zu erwirtschaften. Über fünf Jahre hinweg senkte er die Steuerbelastung um 100 Milliarden Dollar, die größte Steuersenkung in der kanadischen Geschichte. Während seiner Amtszeit als Finanzminister senkte Martin den Anteil der Staatsschulden am Bruttoinlandsprodukt von 70 auf 50 Prozent. Darüber hinaus leitete er umfangreiche Reformen der kanadischen Altersvorsorge Canada Pension Plan ein, womit eine tiefgreifende finanzielle Krise abgewendet werden konnte. Seine Leistungen als Finanzminister wurden in Finanzkreisen gelobt, riefen aber auch Kritik hervor, weil die Dienstleistungen des Staates massiv reduziert wurden, insbesondere im Gesundheitswesen.
Zwischen Premierminister Chrétien und Finanzminister Martin kam es immer häufiger zu erbittert geführten Meinungsverschiedenheiten, auch persönlich verstanden sich beide nie besonders gut. Politische Beobachter gehen davon aus, dass Martin nach dem Parteikonvent 1990 aus der Partei ausgetreten wäre, wenn Chrétien ihn nach dem Wahlsieg von 1993 nicht das Amt des Finanzministers angeboten hätte. Die Folge wäre eine Spaltung der Liberalen Partei gewesen. Nach dem Wahlsieg im Jahr 2000 kamen Gerüchte auf, wonach Martin das Amt des Premierministers anstrebte und Chrétien zu einem vorzeitigen Rücktritt drängen wollte.
Der Konflikt erreichte 2002 seinen Höhepunkt. Martin trat am 6. Januar aus dem Kabinett aus und wurde durch John Manley ersetzt. Bald darauf gab er offiziell bekannt, dass er beim nächsten Parteikonvent im Januar 2003 um den Parteivorsitz kandidieren werde. Als sich im Herbst abzeichnete, dass nur eine Minderheit der Delegierten ihn unterstützte, gab Chrétien bekannt, er werde im Frühling 2004 zurücktreten. Nach dieser Bekanntmachung zogen Martins stärkste Konkurrenten ihre Bewerbung zurück. Am 21. September 2003 besiegte Martin seine einzige verbliebene Konkurrentin, Vizepremierministerin Sheila Copps, deutlich mit über 92 Prozent der Delegiertenstimmen. Am 12. Dezember ernannte ihn Generalgouverneurin Adrienne Clarkson zum 21. Premierminister Kanadas.

## Premierminister

### Erste Amtszeit
Nach seinem Amtsantritt sorgte Martin für einigen innerparteilichen Wirbel, weil er nur die Hälfte der Minister der Chrétien-Regierung übernommen hatte. Dennoch genoss die Regierung zu Beginn hohe Zustimmungswerte bei Meinungsumfragen. Am 9. Februar 2004 änderte sich dies jäh, als die parlamentarische Rechnungsrevisorin Sheila Fraser einen Bericht veröffentlichte. Nach dem knapp abgelehnten Unabhängigkeitsreferendum der Provinz Québec 1995 hatte Chrétiens Regierung mit verschiedenen Werbeagenturen Verträge abgeschlossen, um bei der frankophonen Bevölkerung das Vertrauen in die bundesstaatlichen Behörden zu stärken. Doch viele der beauftragten Agenturen hatten enge Bindungen zur Liberalen Partei und von den bewilligten 250 Millionen Dollar waren rund 100 Millionen spurlos verschwunden.
Martin beteuerte, er habe keine Kenntnis über die verschiedenen Agenturverträge gehabt und ordnete eine öffentliche Untersuchung an, die sich in der Folge zum „Sponsoring-Skandal“ ausweitete. Seine Gegner hingegen meinten, als Finanzminister hätte Martin von den Verträgen wissen müssen. Als Folge des Skandals sank die Zustimmung rapide. Trotzdem entschied sich Martin, auf den 28. Juni 2004 Neuwahlen anzusetzen, um Schaden von der Liberalen Partei abzuwenden, bevor die Untersuchungskommission weitere Berichte veröffentlichen konnte.
Diese Ankündigung traf die Konservative Partei Kanadas unvorbereitet. Im Wahlkampf gelang es der Regierungspartei, die Aufmerksamkeit der Medien vom Skandal abzulenken, indem sie behauptete, der konservative Parteivorsitzende Stephen Harper habe ein „geheimes Parteiprogramm“ und plane massive Verschärfungen im Abtreibungsrecht. Obwohl die Liberalen bei den Wahlen 2004 ihre absolute Mehrheit verloren, gelang es Martin, eine Minderheitsregierung zu bilden.

### Minderheitsregierung
Martins neue Regierung wurde von verschiedenen Seiten bedrängt, allen voran von den Separatisten Québecs. Auch der sich ausweitende Skandal begann sich immer stärker auf die Regierungstätigkeit auszuwirken. Die Beziehungen zu den USA verschlechterten sich und die Regierung hatte Mühe, ihre Anliegen im Parlament durchzubringen. Bei der Thronrede am 5. Oktober 2004 zwang die Konservative Partei die Regierung zu Kompromissen und wurde dabei vom separatistischen Bloc Québécois und der New Democratic Party unterstützt.
Ein wichtiges Anliegen der Regierung war die eingetragene Partnerschaft gleichgeschlechtlicher Paare, im Volksmund auch „Homo-Ehe“ genannt. Der römisch-katholische Paul Martin hatte diese 1999 zusammen mit einer Mehrheit der Parlamentsabgeordneten noch abgelehnt, hatte aber inzwischen seine Meinung geändert. 2003 und 2004 war die gleichgeschlechtliche Partnerschaft in sieben Provinzen und Territorien legalisiert worden. Nun sollte diese Regelung auf ganz Kanada ausgeweitet werden. Das Unterhaus stimmte dem Gesetz im Juni 2005 zu, der Senat folgte einen Monat später.
Am 17. Mai 2005 wechselte die konservative Abgeordnete Belinda Stronach zur Liberalen Partei und wurde Ministerin für das Staatspersonal (Ministry of Human Resources and Skills Development). Die Opposition beschuldigte Stronach des politischen Opportunismus und warf Martin sogar Bestechung vor. Stronachs Wechsel hatte zur Folge, dass die Gewichte im Parlament sich zugunsten der Regierung verschoben. Am 19. Mai 2005, als das Budget beraten werden sollte, ging das von der Opposition beantragte Misstrauensvotum unentschieden aus. Peter Milliken, der Speaker des Unterhauses, fällte daraufhin einen Stichentscheid zugunsten der Regierung, die damit weiterhin im Amt blieb.
Am 4. August 2005 gab Martin bekannt, er habe Königin Elisabeth II. den Rat gegeben, die ursprünglich aus Haiti stammende Michaëlle Jean zur neuen Generalgouverneurin von Kanada zu ernennen. Die Gomery-Kommission, die den Skandal um die Verträge mit Werbeagenturen untersuchte, veröffentlichte am 1. November 2005 den ersten Band des Untersuchungsberichts und sprach Martin von jeglicher Schuld frei. Sie machte hauptsächlich seinen Vorgänger Chrétien für den Skandal verantwortlich, da dieser zwar nicht kriminell gehandelt, jedoch keine Übersicht über die verschiedenen Verträge gehabt habe. Martins politische Gegner kritisierten den Bericht und behaupteten, er habe die Untersuchung in seinem Sinne beeinflusst.

### Wahlen 2006
Am 28. November 2005 beantragte Oppositionsführer Stephen Harper von der Konservativen Partei erneut ein Misstrauensvotum und wurde dabei vom Bloc Québecois und von der New Democratic Party unterstützt. Mit 171 zu 133 Stimmen kam der Antrag durch und die Regierung wurde abgesetzt. Es war das erste Mal, dass eine kanadische Regierung nach einem direkten Misstrauensvotum zurücktreten musste, frühere Minderheitsregierungen waren im Zusammenhang mit wichtigen parlamentarischen Entscheiden gestürzt worden, beispielsweise bei Budgetabstimmungen.
Bei den vorgezogenen Unterhauswahlen am 23. Januar 2006 musste die Liberale Partei eine Niederlage hinnehmen, auch wenn diese nicht ganz so schwer ausfiel wie befürchtet. Das erste Mal seit 13 Jahren wurden die Liberalen nur noch zweitstärkste Kraft und verloren damit den Regierungsauftrag, den nun Stephen Harper übernahm. Paul Martin verkündete am darauf folgenden Tag, dass er für eine weitere Kandidatur als Vorsitzender der Liberalen Partei nicht mehr zur Verfügung stehe.

### Außenpolitik

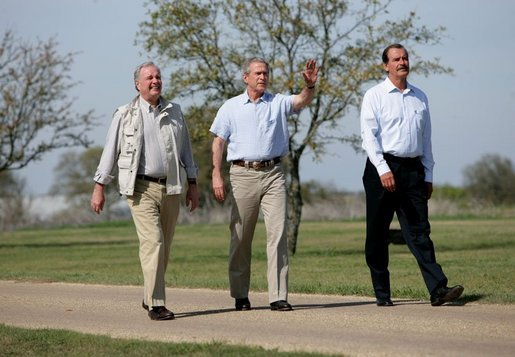
Paul Martin mit George W. Bush und Vicente Fox

Paul Martin hatte das Amt des Premierministers mit der Absicht angetreten, die Beziehungen zu den USA zu verbessern, die sich während der späteren Regierungszeit von Jean Chrétien merklich abgekühlt hatten. Doch nach vielen Verzögerungen gab Außenminister Pierre Pettigrew am 24. Februar 2005 bekannt, dass Kanada sich nicht am US-amerikanischen Programm National Missile Defense beteiligen werde. Paul Martin verlangte auch, benachrichtigt zu werden, sollten amerikanische Raketen kanadischen Luftraum durchqueren. Diese Haltung entsprach der Meinung der Bevölkerungsmehrheit.
Martin kritisierte mehrmals die US-Regierung, dass sie sich nicht um den Umweltschutz kümmere und die Folgen der globalen Erwärmung verharmlose. Die Opposition warf Martin Heuchelei in Hinblick auf die bevorstehenden Wahlen vor und gab zu bedenken, dass Kanada im Bereich der Kohlenstoffdioxid-Reduktion eine noch schlechtere Bilanz aufweise als die USA. Die kanadische Regierung wurde mehrmals kritisiert, sie habe das Ziel verfehlt, 0,7 % des Bruttoinlandsprodukts für Entwicklungshilfe zur Verfügung zu stellen. U2-Sänger Bono kündigte an, er werde Martin deswegen „in den Hintern treten“.

## Nach dem Rücktritt als Premierminister
Am 6. Februar 2006 übergab Martin sein Amt als Regierungschef an seinen Nachfolger Harper. Sechs Tage zuvor war er als Parteivorsitzender zurückgetreten und hatte Verteidigungsminister William Graham mit der interimistischen Geschäftsführung der Liberalen Partei betraut. Beim Parteikonvent im Dezember 2006 blieb er neutral. Der frühere Schwimm-Olympiasieger Mark Tewksbury hielt die offizielle Dankesrede, Stéphane Dion wurde zum neuen Parteivorsitzenden gewählt.
Sein Mandat als Abgeordneter des Wahlkreises LaSalle-Émard in Montréal nimmt Martin weiterhin wahr. Am 14. Juni 2007 erhielt er die Ehrendoktorwürde der University of Windsor.
Sein Name tauchte im Zusammenhang mit den sogenannten Paradise Papers, die Steuervermeidungstaktiken der Superreichen aufdecken, auf.